# St.Venant-Robecq Road British Cemetery
Le St.Venant-Robecq Road British Cemetery est un cimetière de la Première Guerre mondiale situé à Robecq dans le département français du Pas-de-Calais.

## Sépultures
| Pays        | Sépultures |
| ----------- | ---------- |
| Royaume-Uni | 478        |
| Australie   | 1          |
| Total       | 479        |

## Pour approfondir